# 沃爾萊克 (明尼蘇達州)
沃爾萊克（英語：Wall Lake）是位於美國明尼蘇達州奧特泰爾縣的一個非建制地區。

## 歷史
沃爾萊克得名自附近同名的湖。沃爾萊克的郵局於1870年設立，其後於1906年停運。

## 地理
沃爾萊克所處的海拔為高於海平面391米（即1283英呎），而該地所採用的時區為UTC-6，即北美中部時區（CST）。同時該地設有夏令時間，為UTC-6調快一小時，即UTC-5（CDT）。